# Zosteria biligata
Zosteria biligata là một loài ruồi trong họ Asilidae. Zosteria biligata được Walker miêu tả năm 1864.